# W in Tour... Era Uma Vez
W in Tour... Era Uma Vez é a quarta turnê solo da cantora e compositora brasileira Wanessa Camargo. O show estreiou no Tom Brasil com ingressos esgotados, foi dirigido pela consagrada atriz Marília Pêra e considerado como uma superprodução. A turnê teve apresentações nas principais cidades do país. Por conta do sucesso, estava prevista para acontecer a gravação de um DVD, mas por conta de uma acidente durante os ensaios para o "Dança no Gelo", Wanessa acabou se machucando e teve que cancelar seus compromissos. O último show foi para um público de 110 mil pessoas em Praia Grande, a segurança teve que ser reforçada para conter o público durante a apresentação, a imprensa local elogiou o concerto e disse que a presença de palco de Wanessa parecia com a da cantora Madonna. A turnê foi vista por um público de quase 1 milhão de pessoas.

## Setlist
1. Era Uma Vez
2. Metade de Mim
3. Amor, Amor
4. Um Dia... Meu Primeiro Amor
5. Me Engana Que Eu Gost
6. Apaixonada Por Você
7. Meu Menino
8. Filme de Amor
9. Eu Nasci Pra Amar Você
10. Eu Posso Te Sentir
11. Eu Sou
12. Culpada
13. Like a Prayer (cover de Madonna)
14. Festa na Floresta
15. Não Resisto a Nós Dois
16. O Amor Não Deixa
17. Sem Querer
18. Tanta Saudade

Encore:
1. Não Resisto a Nós Dois
2. Relaxa
3. Eu Quero Ser o Seu Amor

## Produção
O curta-metragem exibido na abertura foi dirigido pelo cineastra Fernando Grostein Andrade. No decorrer do concerto a cantora usava 8 figurinos, e 11 bailarinos, os cenários eram inspirados no mundo burlesco. O diretor criativo foi Giovanni Bianco.

## Enredo
Com roteiro escrito pela própria cantora, o show foi diferente dos que costumam ser realizados no Brasil, a turnê teve um estilo musical, com atos, roteiro, e cenários. O show se passa nos anos 40, Wanessa interpreta Eva, uma garota que sonha em ser uma cantora, mas enfrenta o preconceito do noivo Vila.